# Mexico (Pampanga)
Mexico (Bayan ng Mexico) är en kommun i Filippinerna. Kommunen ligger på ön Luzon, och tillhör provinsen Pampanga. Folkmängden uppgår till 109 481 invånare.

## Barangayer
Mexico är indelat i 43 barangayer.
| - Acli - Anao - Balas - Buenavista - Camuning - Cawayan - Concepcion - Culubasa - Divisoria - Dolores (Piring) - Eden - Gandus - Lagundi - Laput - Laug (San Isidro) | - Masamat - Masangsang (Santo Cristo) - Nueva Victoria (Sebitanan) - Pandacaqui - Pangatlan - Panipuan - Parian (Santa Cruz Poblacion) - Sabanilla - San Antonio - San Carlos - San Jose Malino - San Jose Matulid - San Juan - San Lorenzo | - San Miguel - San Nicolas - San Pablo - San Patricio - San Rafael - San Roque - San Vicente - Santa Cruz Maragul - Santa Maria - Santo Domingo - Santo Rosario - Sapang Maisac - Suclaban - Tangle |